# リス族
リス族（リスぞく、傈僳族、旧表記: 𤠫𤢂族）は、東南アジアに住む少数民族の1つである。

## 概要
リス族は中国、ミャンマー、タイ、インドの4か国の国境にまたがって分布し、伝統的に移動開拓型の焼畑農業を生業とする山地民である。いくつかの飛び地は見られるが、基本的にサルウィン川に沿った南北に伸びる帯状に展開している。
中華人民共和国では少数民族の1つとして数えられ、中華人民共和国が公認する56の民族の中で21番目の人口を持つ民族である。雲南省の怒江リス族自治州を中心に同省北部一帯から四川省南部にかけて分布し、雲南北部のデチェン・チベット族自治州にも維西リス族自治県がある。2000年の全国人口調査によれば、中国内のリス族総人口は634,912人である。また、タイ王国北部に約3万人が住み、ミャンマー北部やインド東部などにも散在する。
リス族が用いるリス語は、チベット・ビルマ語派の彝語グループに属し、イ族やナシ族と近い関係にある。文字は新中国になってから制定されたラテン文字が主に用いられる。

## 中国の自治地方

### 自治州
- 雲南省
  - 怒江リス族自治州

### 自治県
- 雲南省
  - 維西リス族自治県

### 民族郷
- 米易県
  - 新山リス族郷
- 徳昌県
  - 南山リス族郷
  - 金沙リス族郷
- 龍陵県
  - 木城イ族リス族郷
- 玉龍ナシ族自治県
  - 黎明リス族郷
- 永勝県
  - 六徳リス族イ族郷
  - 東山リス族イ族郷
  - 光華リス族イ族郷
  - 松坪リス族イ族郷
- 華坪県
  - 新荘リス族タイ族郷
  - 通達リス族郷
  - 永興リス族郷
  - 船房リス族タイ族郷
- 寧蒗イ族自治県
  - 翠玉リス族プミ族郷
- 鎮康県
  - 軍賽ワ族ラフ族リス族トーアン族郷
- 大姚県
  - 湾碧タイ族リス族郷
- 賓川県
  - 鍾英リス族イ族郷
- 雲龍県
  - 苗尾リス族郷
- 盈江県
  - 蘇典リス族郷
- 徳欽県
  - 拖頂リス族郷
  - 霞若リス族郷

## 沿革
雲南省の怒江リス族自治州に伝わる伝承によれば、リス族の祖先はクドゥネイ（九つの川の源流が交わる地）と呼ばれる地から次第に南下したという。歴史書にリス族が現れるのは8世紀にさかのぼり、
唐代の樊綽が書いた『蛮書』には「栗粟両姓蛮」の語が見え、当時「烏蛮」と呼ばれる民族グループを構成していた。
当時は現在の四川省木里から雲南省の麗江にかけて流れる金沙江両岸に分布していたと考えられる。
『麗江府史』によれば、明代のリス族は隣接する納西族による支配を受け、強制労働やチベット族との紛争に駆り出されていた。こうした苦境から逃れようとしたリス族は西方へと移動し、現在の怒江リス族自治州の一帯に支配的地位を確立した。しかし、清代になると漢族に代わって満州族が圧力を加えてくるようになる。大半のリス族は清朝への抵抗を続けたが、一部は西方へ移動し、インドのアッサム州、ミャンマーのカチン州にわたり分布を広げた。また、別のグループはサルウィン川沿いに南下を続け、20世紀にはタイに至った。

## 文化
リス族は数世紀にわたる移動に伴って接触を持った他集団の影響を受け、さまざまなサブ・グループへと分化している。中国の漢族は民族衣装の特徴によってリス族を白リス、黒リス、花リスの3種類に分類した。しかし、これらは他称であり、リス族自らはサルウィン川上流域（雲南省西北部からミャンマー・カチン州）のリス族をロヴ・リス、下流域（ミャンマー・シャン州からタイ北部）のリス族をルシ・リスと分け、それらを細分化して識別するように、サルウィン川を識別の指標にするケースが多い。
近代になって隣接する部族の人びとに西方宣教師の布教によりキリスト教に入信する者が増える中、リス族は大宗教への改宗者が少ないことで知られている。リス族は創造神ウサをヒエラルキーの頂点とする独自の多神教を信仰しているが、父系の出自に継承される祖霊が儀礼の対象として重要視され、どの祖霊を祀っているかが社会的なアイデンティティの礎となっている。

## コロンリショー
ミャンマー・シャン州北部ナムカム周辺にはコロンリショー（英語: Kholon Lishaw、中国語: 庫弄傈僳、ビルマ語: ခိုလုံလီရှော）と呼ばれるエスニックグループが居住する。高橋（2004）はコロンリショーについて「中国人のアイデンティティをもつ人々」と記しており、ナムカム郡区には14,441人のコロンリショーが居住していると記録している。
1994年の国民議会において、コロンリショー民族文化会会長のウー・チョーミン（U Kyaw Myint、別名: 李永祥）は「コロンリショーはミャンマー国内に7万人、ナムカム山地に4万人が居住している」と発言しており、リス族自治区の設置を求めた。

### 由来
JICAの報告書においては、コロンリショーは「600年前にビルマの王に仕えた貴州の洞族を起源とする中国人の末裔、と自称する部族」と記述されている。
Ma Le' Shwe Sin Myint（2000）はコロンリショーの由来について以下のように記録している。
| 「 | コロンリショーは中国人の子孫だと信じられている。昔、中国の王とミャンマーの王は親善の使者を送っていた。かつて中国の王がミャンマーの王に美しい娘を送り、4人の中国の大臣と従者がその娘を中国の雲南省からミャンマーまで運んだ。彼らはサルウィン川の東岸を馬車で下った。4人の大臣は若い娘をミャンマー王に届けるよう指示された。また、馬車の中を覗くことも禁じられた。4人の大臣と従者の一行がクカイ地域に着くと、彼らは村で休んだ。大臣と従者が馬車の中をこっそり覗き込むと、驚いたことに醜い老女であった。彼らは大いに笑ったが、彼女をミャンマーの王に届ける勇気はなかった。4人の大臣と従者と老女はその場所に定住し、村を作った。彼らは今日までそこに住み続け、民族はゆっくりと増加して広がった。「コロン」は「非常に笑える」という意味であり、彼らの民族は彼らが大いに笑った場所から始ったのである。そのため、今日彼らは「コロンリショー」として知られている。 | 」 |

2020年ミャンマー総選挙において、コロンリショーはリス族ではなく、中国人（外国人）であると見做されたために選挙権を失った。ビルマ語で「避難する」を意味する「コロン（ビルマ語: ခိုလှုံ）」だと解釈されて「コロンリショー」は中国から来たエスニックグループだと見做されているが、本来はシャン語で「大きな頭」（頭部装身具を指す）を意味する「ホロン（シャン語: ႁူဝ်လူင်）」のリス族であるとナムカムのリス族は主張している。一方で、リス民族発展党のドー・キンマウー書記はコロンリショーとリス族は全く異なる民族であるにもかかわらず混同されていると主張した。